# Nikolče Noveski
Nikolče Noveski (en macédonien : Николче Новески) est un ancien footballeur international macédonien né le 28 avril 1979 à Bitola en Macédoine. Il évoluait au poste de stoppeur.

## Carrière
- 1992-1998  :  FK Pelister
- 1998-2001  :  FC Hansa Rostock
- 2001-2004  :  FC Erzgebirge Aue
- 2004-2015  :   FSV Mayence 05[2],[3]

## Palmarès
- FC Erzgebirge Aue
  - Vainqueur de la Regionalliga Nord : 2003